# Nocturama (film)
Nocturama is een Frans-Belgisch-Duitse film uit 2016, geschreven en geregisseerd door Bertrand Bonello. De film ging op 31 augustus in première en werd geselecteerd voor het internationaal  filmfestival van Toronto 2016 in de sectie Platform.

## Verhaal
Een handvol jonge mensen met verschillende achtergronden lopen op een ochtend rond in Parijs. Blijkbaar onafhankelijk van elkaar begeven ze zich in de metro en de straten van de hoofdstad maar ze gaan volgens een nauwgezet plan te werk. Ze komen net voor het sluitingsuur op hetzelfde punt, een grootwarenhuis, aan. Op dat moment begint een gecoördineerde aanval op Parijs.

## Rolverdeling
| Acteur             | Personage |
| ------------------ | --------- |
| Vincent Rottiers   | Greg      |
| Laure Valentinelli | Sarah     |
| Jamil McCraven     | Mika      |
| Finnegan Oldfield  | David     |
| Manal Issa         | Sabrina   |
| Hamza Meziani      | Yacine    |

## Productie
Het scenario voor de film die oorspronkelijk de naam Paris est une fête kreeg, werd door Bonello geschreven in 2011 en is losjes gebaseerd op de roman Glamorama van Bret Easton Ellis. De filmopnames gingen van start in juli 2015 in Parijs en er werd onder meer gefilmd in La Samaritaine en Versailles.